# Поа, Денис-Вилл
Денис-Вилл Поа (фр. Denis-Will Poha; 28 мая 1997 года, Ланьон, Франция) — французский футболист, полузащитник клуба «Сьон».

## Клубная карьера
Поа начал заниматься футболом в родном городе, в семь лет. После пробы в «Генгаме», где он не подошёл академии, вернулся обратно, и в 2011 году был приглашён в «Ренн». Окончил академию клуба в 2015 году, став игроком второй команды, за которую дебютировал ещё 20 декабря 2014 года в поединке против «Динана». В первом своём сезоне провёл за команду 13 встреч, сразу же став игроком основного состава.
22 августа 2015 года Поа попал в заявку на матч Лиги 1 против «Лиона», но на поле так и не появился. 20 апреля 2016 года он подписал с командой свой первый профессиональный контракт сроком на три года.

## Карьера в сборной
Играл за юношескую сборную Францию различных возрастов. Чемпион Европы 2016 года среди юношей до 19 лет. На турнире провёл все пять встреч, был одним из основных игроков команды.

## Достижения
- Чемпион Европы (до 19 лет): 2016